# Johan Christian Dahl
Johan Christian Clausen Dahl, známý též jako J. C. Dahl či I. C. Dahl (24. února 1788 Bergen – 14. října 1857 Drážďany) je nejvýznamnějším norským malířem 1. poloviny 19. století. Jeho doménou se stala krajinomalba.
Dahlův význam spočívá také v jeho usilovné snaze o podporu umění a o ochranu kulturního dědictví.

## Dětství a počátek studií
Dahl byl synem obyčejného rybáře. V letech 1803-1809 ho do učení přijal malíř Johan Georg Müller (1771-1822), jehož dílna byla v té době v Bergenu považována za nejdůležitější. Z tohoto období pochází Dahlovy četné pohledy na město, krajiny, portréty a figurální scény.
Přestože Dahl dosáhl ve svém životě obrovských úspěchů, na své vlastní dětství v Bergenu vzpomínal s hořkostí. Podle svých vlastních slov totiž neměl v dětství žádného opravdového učitele, kdyby ho byl býval měl, dokázal by toho prý v životě mnohem více.

## Studium v Kodani

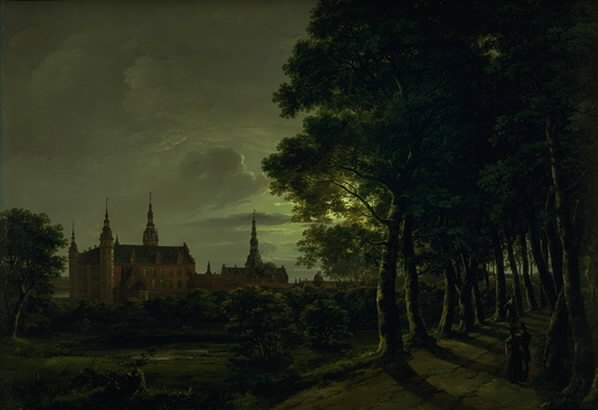
Zámek Frederiksborg, 1817

Díky pomoci Lygena Sagense (1777-1850) se Dahl dostal v roce 1811 na akademii v Kodani, kde dostal možnost nahlédnout do perspektiv tehdejšího uměleckého světa. Kromě jiného poznal též tvorbu nizozemských krajinářských mistrů, jako byli například Jacob van Ruisdael, Allart van Everdingen, nebo Meindert Hobbema. Jejich díla se učil napodobovat.
Ve své době nebyla krajinomalba příliš oceňována, byla považována jen za mechanické napodobování samotné přírody. Ovšem Dahl byl přesvědčen, že krajinomalba by neměla jen zobrazovat konkrétní krajinu, ale měla by také vypovídat něco o jejím charakteru, včetně zobrazení její minulosti a života jejich současných obyvatel. Nálada jeho obrazů byla nejen idylická, ale i melancholická.
Díky doporučením a svému osobnímu šarmu se brzy dostal do nejvyšších společenských kruhů v Kodani. Studijní cesta po ostrově Sjælland v létě 1814 mu poskytla motivy na originální a detailně propracovanou tvorbu a znamenala opravdový průlom v jeho kariéře krajináře. Od roku 1812 začal vystavovat, na výstavě v roce 1815 si mladého talentu povšiml také budoucí dánský král Kristián VIII, který v té době již vládl v Norsku pod jménem Kristián Frederik. Dahlovy obrazy putovaly do královské sbírky a král se stal Dahlovým dlouholetým přítelem a mecenášem.

## Drážďanský pobyt

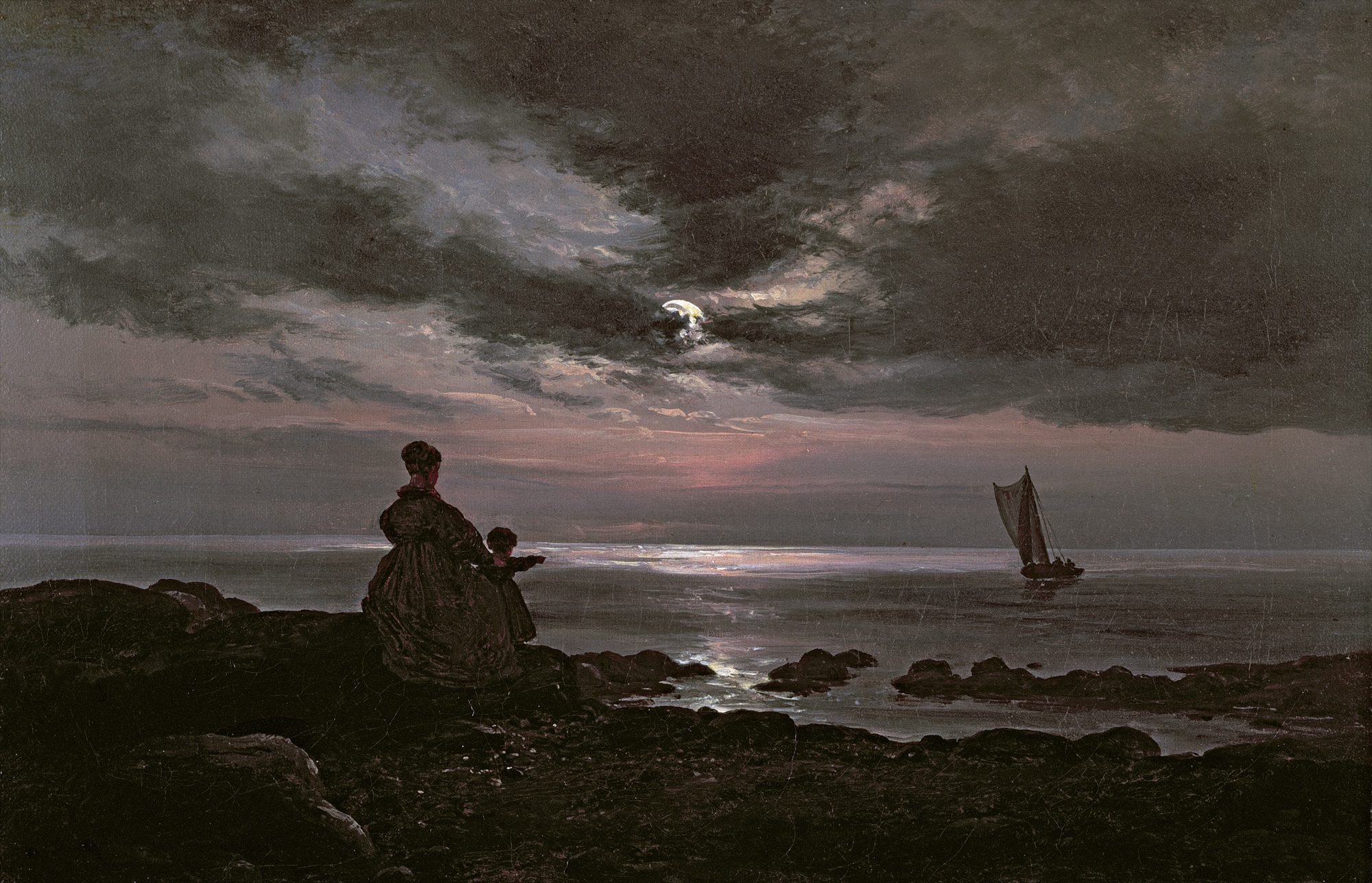
Matka a dítě u moře, 1840

V roce 1818 odcestoval Dahl do Drážďan, kde žil po zbytek svého života a kde se také v roce 1820 se stal nejprve členem Akademie a od roku 1824 i profesorem. Mezi jeho norskými studenty byli Thomas Fearnley, Knud Baade, Peder Balke, Jacob Mathias Calmeyer a Joachim Frich. Blízké přátelství ho poutalo s největším německým malířem té doby Casparem Davidem Friedrichem. O 14 let starší Friedrich byl společensky uznávaným umělcem. Dahl a Friedrich spolu sdíleli spolu vášeň pro zobrazování přírody jako takové, bez omezení tehdejších akademických klišé, kterými oba opovrhovali.

### Cesta do Itálie

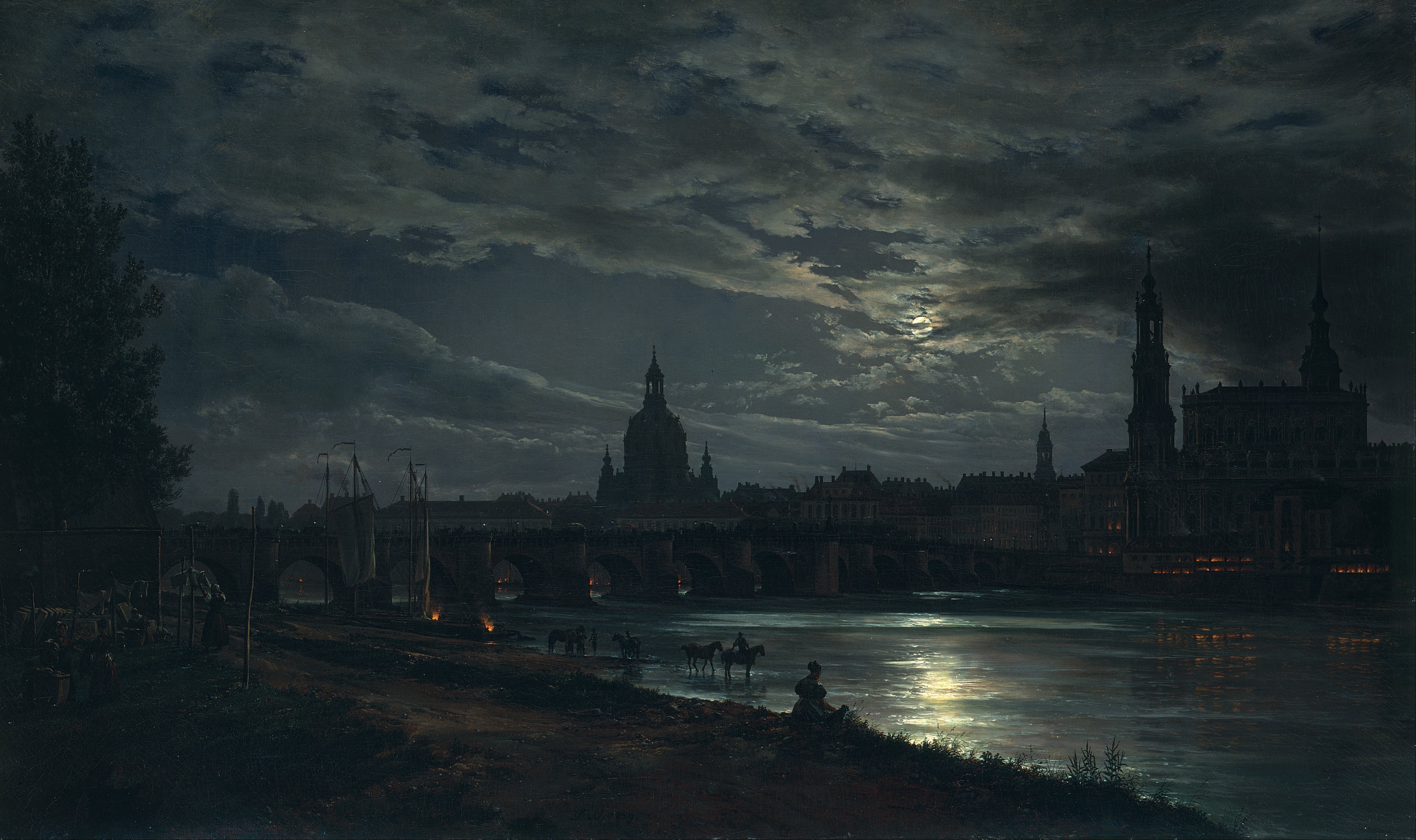
Drážďany: Dahlovou specialitou byla krajina v měsíčním svitu

Dahl pobýval v letech 1820-1821 v Itálii, kam byl pozván jako host Kristiána VIII. Během těchto deseti měsíců získal příležitost tvořit v jihoevropské krajině, jejíž scenérie a světlo vždy přinášely umělcům celého světa tolik inspirace. Mnoho jeho obrazů pochází především z Neapolského zálivu. Z této doby jsou známé jeho pokusy o zachycení právě probíhající erupce Vesuvu. Od této chvíle je pro něj studium světla a atmosféry ještě důležitější, zatažená obloha a mlha jakoby dávala jeho krajinám nový život. Nicméně Dahlova nejvíce specifická a průkopnická technika byla způsobena svitem měsíce. Zdá se, jakoby v měsíčním světle jeho krajiny ukazovaly jemné světelné odstíny, jinak okem nezachytitelné.

### Pedagogická činnost
Dahl a Friedrich byli na Drážďanské akademii vyhlášení jako profesoři, kteří vždy věnovali svým studentům maximum svého času, bez nároku na jakékoli platové příplatky. Dahl byl přesvědčen, že jeho úloha nespočívá v tom, aby studenty vedl směrem, který je nejlepší podle něj, ale aby studentům poskytl maximální podporu v rozvoji jejich vlastního originálního stylu. Bylo naprosto proti jeho vlastním zásadám, aby mladí umělci napodobovali styl někoho jiného.

### Cesty po Norsku

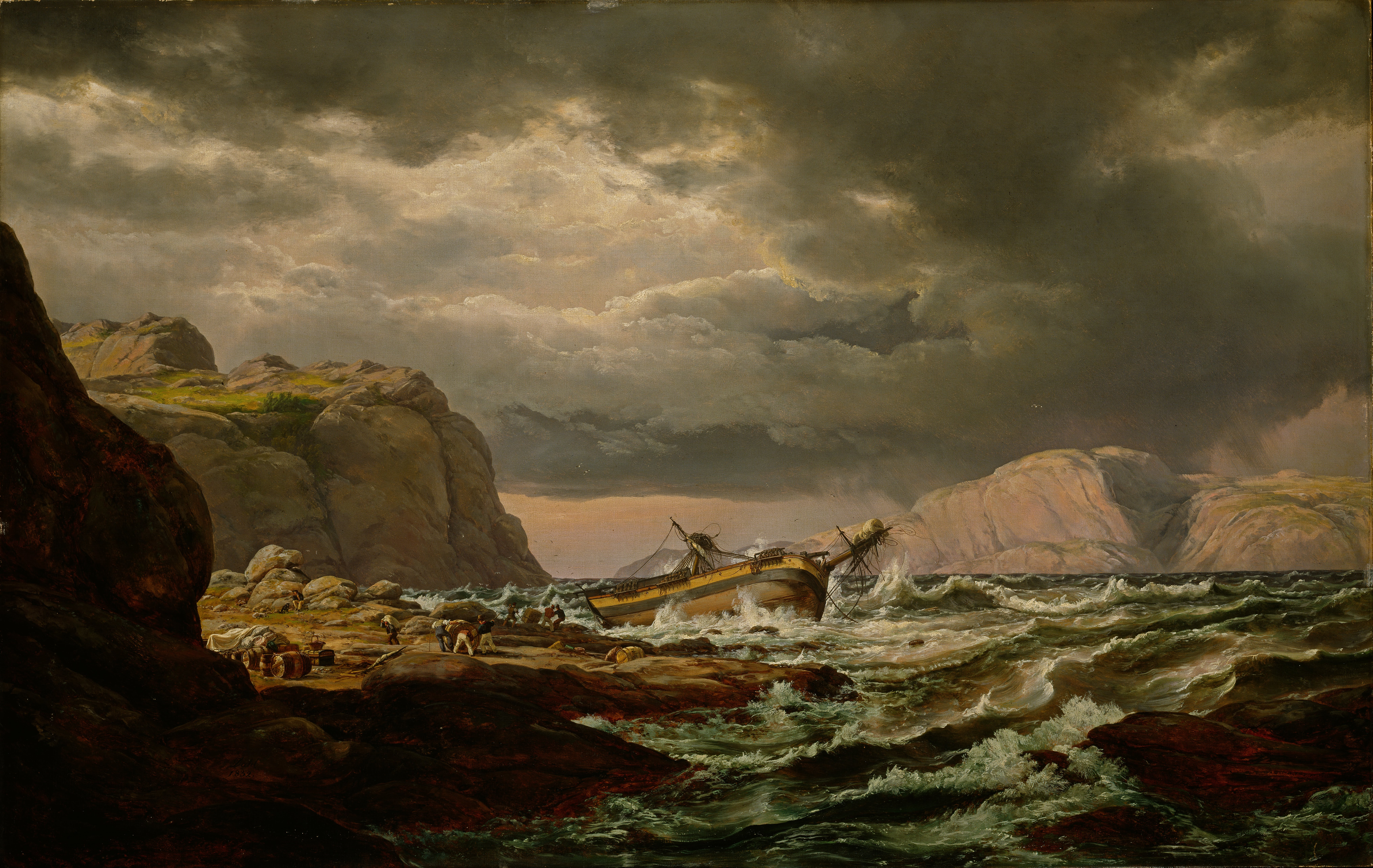
Vrak na norském pobřeží, 1832

Během let strávených v zahraničí Dahl dál zůstával norským patriotem. V létě 1826 procestoval jižní a východní Norsko. Cestoval přes Telemark, Hardangerviddu, Voss a Sogn do domovského Bergenu. Na této a na pozdějších studijních cestách v roce 1834, 1839, 1844 a 1850 získával bohaté podklady pro svou tvorbu. Norskou krajinu měl ve velké oblibě. Obrovskou výhodou Dahla byla jeho mimořádná vizuální paměť.

### Podpora umění a ochrana kulturního dědictví
Dahl byl činorodým vlastencem, což se vyznačovalo jeho snahou o odborné poradenství v mnoha oblastech norského kulturního života. Podporoval vznik spolků, z úspěšného prodeje velké části svých obrazů podporoval norskou Národní galerii.
Byl iniciátorem založení asociace pro ochranu norských kulturních památek a navrhl rekonstrukci objektů Håkonshallen v Bergenu a katedrály Nidaros v Trondheimu.
Zasazoval se o ochranu norských dřevěných sloupových kostelů (stavkirke). Na vlastní náklady vydal publikaci, kde se této problematice dřevěných sloupových kostelů věnuje.

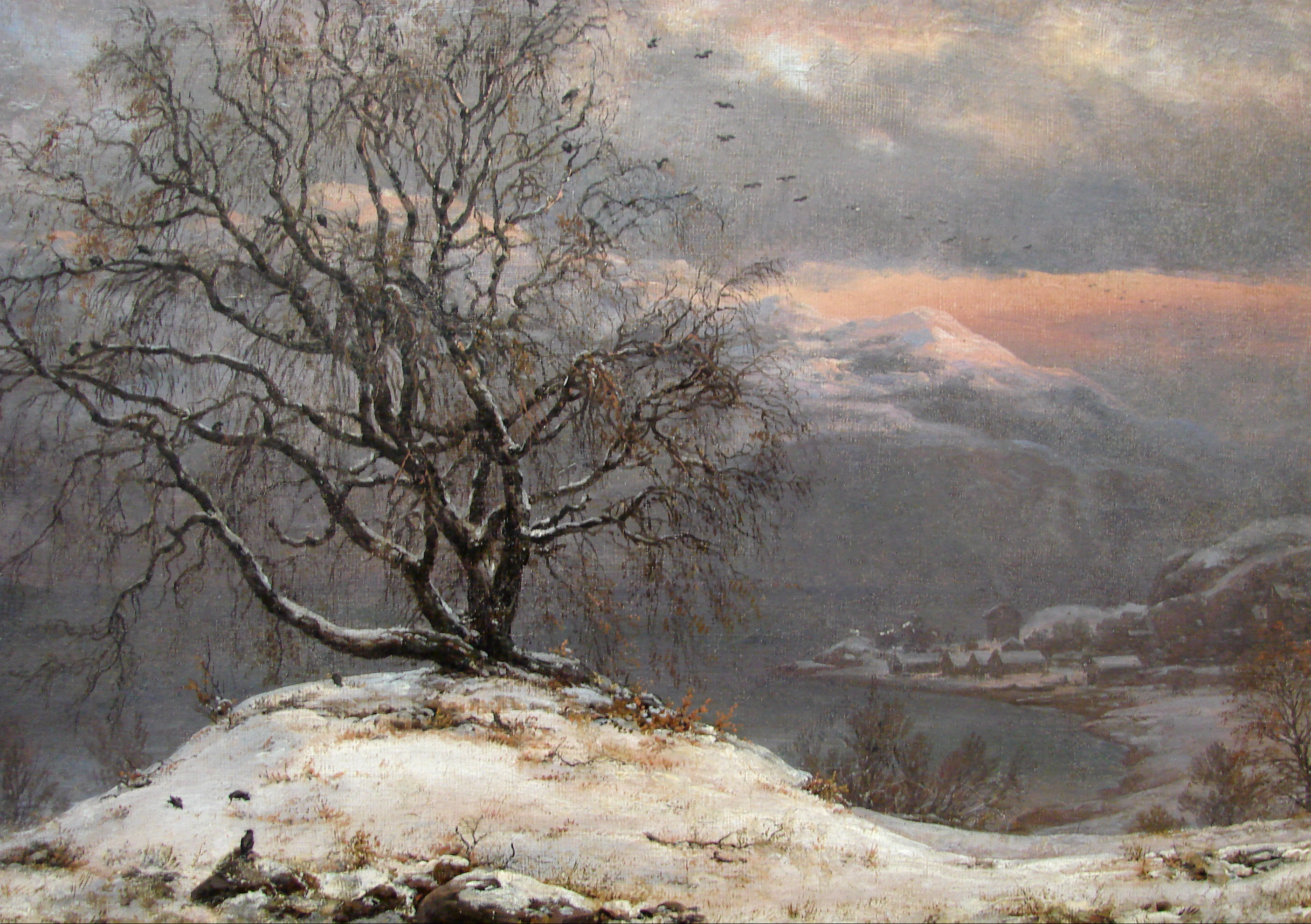
Slinde Birken, 1831. Stejný motiv si oblíbili i T.Fearnley a J.Flintoe

Dřevěný kostel z osady Vang v oblasti Valdres chtěli místní obyvatelé rozprodat na palivové dříví, ale Dahlovi se ho podařilo zachránit a dnes ho najdeme ve městě Karpacz na polské straně Krkonoš. Kostel byl v roce 1841 rozebrán, jednotlivé díly pečlivě očíslovány a převezeny na jih. Ve své nové lokalitě v Krkonoších byly znovu poskládány v roce 1844. Dahlův dřevěný kostel se zde dnes stal velkou turistickou atrakcí, v některých jazycích bývá označován Vang, v jiných Wang.

## Osobní život

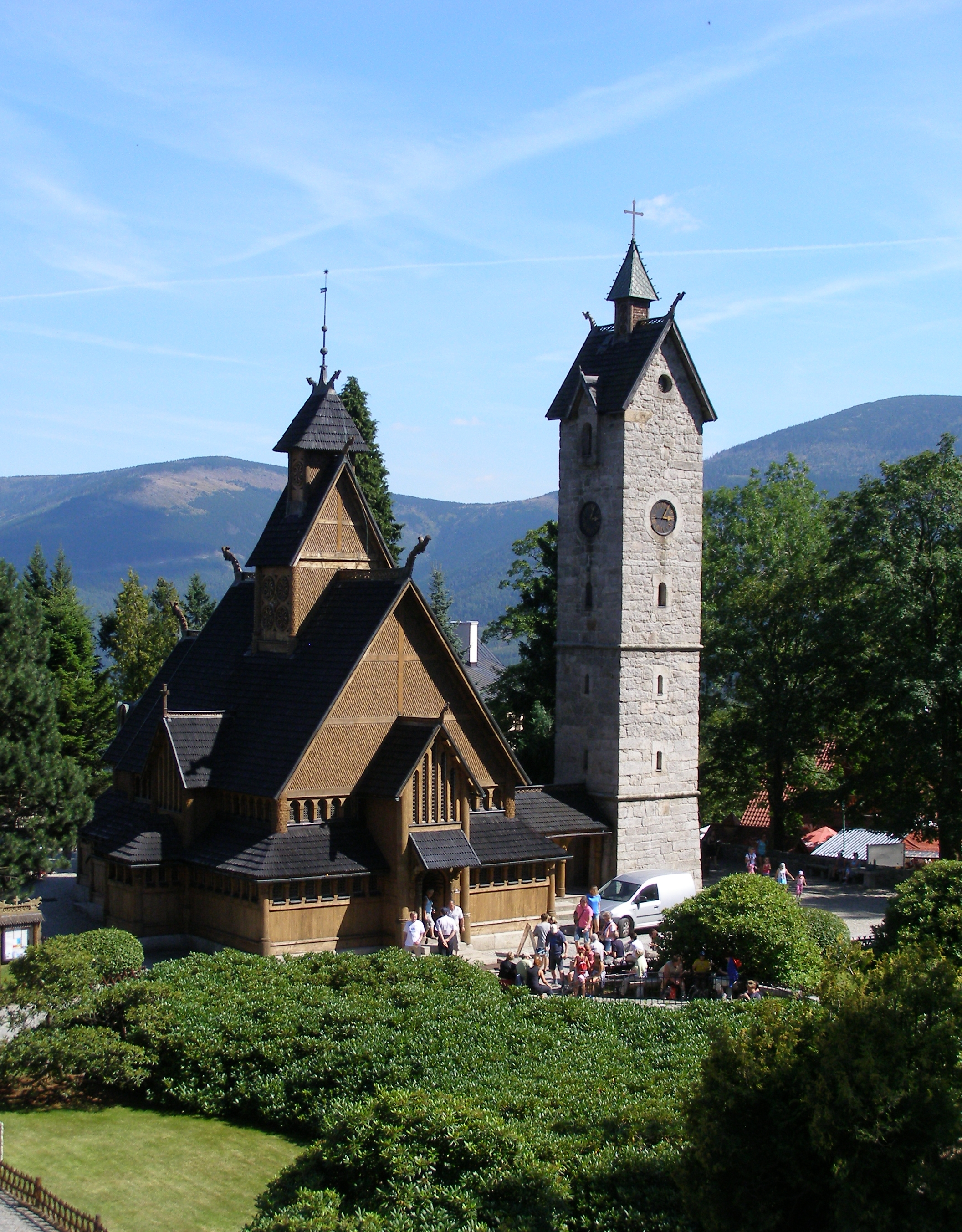
Norský sloupový kostel Wang v Krkonoších, osobně zachráněný Dahlem

Dahl se na začátku svého drážďanského pobytu dvořil dámě Emilii von Bloch, kterou si den před svým odjezdem do Itálie vzal za ženu. Emilie mu zemřela v roce 1827, při porodu čtvrtého dítěte. Dvě děti mu zemřely o dva roky později na spálu. V roce 1830 si vzal svou studentku Amalie von Bassewitz, která mu rovněž zemřela při porodu. O několik let později zemřelo i dítě, které spolu měli. Dahlovi zůstaly dvě děti z prvního manželství, Caroline a Siegwald. Dahl zemřel v roce 1857 Drážďanech, kde byl také pohřben. V roce 1934 byly jeho ostatky převezeny do Norska, takže Dahlův hrob dnes leží u kostela Sv. Jakuba v Bergenu.

## Dílo a odkaz
Dahlovo dílo je bohatě zastoupeno v Národní galerii v Oslu, kde se také nachází jeho stěžejní práce. Další sbírky se nachází v Bergenu, v Kodani a na několika místech ve Švédsku a v Německu.
Dahl je považován za největšího norského malíře 1. poloviny 19. století a za jednoho ze zakladatelů moderního norského malířství. Jeho význam však překračuje hranice Norska, celoevropského uznání se mu dostalo již za jeho života.
Vedle malířské činnosti nesmíme opomenout jeho činnost pedagogickou a osvětovou, výrazné úspěchy slavil i na poli podpory umělecké tvorby a ochrany kulturního dědictví.